# Десоциализация
Десоциализа́ция (лат. de (отсутствие, устранение чего-либо) + фр. socialisation (социализация)) — утрата индивидом по каким-либо причинам социального опыта, отражающаяся на его жизнедеятельности и возможности самореализации в социальной среде.

## Степени десоциализации
Десоциализация может достигать различных уровней: от лёгкой дезориентации в социальных ситуациях до полной потери связи с социальной средой. В случае сильной десоциализации личность зачастую уже не может восстановить утраченные ценности, нормы и роли в полном объёме. Сильная десоциализация имеет место при попадании индивида в экстремальные условия. Именно с такими условиями сталкиваются те, кто попадает в концентрационные лагеря, тюрьмы и колонии, психиатрические больницы, психоневрологические интернаты, а в некоторых случаях, и проходящие службу в вооружённых силах.

## Причины
Причины могут быть самые различные: длительная болезнь, отпуск, психическое расстройство, изоляция и тому подобное. Согласно исследованиям, проводимым доктором психологических наук А. Ш. Тхостовым и кандидатом психологических наук К. Г. Сурновым, к десоциализации могут приводить чрезмерное использование современных технологий, современная культура (развлекательные телекоммуникационные технологии, например, реалити-шоу; веб-форумы, компьютерные игры;  «глянцевые» журналы»).